# Ewa Głębicka
Ewa Głębicka (ur. 29 sierpnia 1950) –  polska badaczka literatury, bibliografka, dokumentalistka, edytorka, emerytowany profesor nadzwyczajny Instytutu Badań Literackich Polskiej Akademii Nauk.

## Życiorys
Absolwentka polonistyki na Uniwersytecie Warszawskim (1973). Od 1973 do przejścia na emeryturę w 2021 pracowała w Instytucie Badań Literackich (IBL) PAN. W 1986 obroniła pracę doktorską Grupy literackie w Polsce 1945-1975 (wyd. poszerzone 1993, 2000). Habilitowała się w 2006 na podstawie edycji Ich noce i dnie. Korespondencja Marii i Mariana Dąbrowskich 1909-1925 i otrzymała stanowisko profesora nadzwyczajnego, została też członkiem Rady Naukowej IBL PAN. W latach 1993-2021 kierowała w Instytucie Pracownią Dokumentacji Literatury Współczesnej.
Należała do zespołu autorskiego Słownika współczesnych pisarzy polskich. Seria II (1977-1980), Słownika współczesnych pisarzy i badaczy literatury (1994-2007) oraz Polscy pisarze i badacze literatury przełomu XX i XXI wieku (2011-2016). Od 2000 zajmuje się życiem i twórczością Marii Dąbrowskiej. Zainicjowała i kieruje zapoczątkowaną w 2022 monumentalną edycją korespondencji pisarki z Anną Kowalską. Artykuły i rozprawy publikowała m.in. w „Pamiętniku Literackim”, „Tekstach Drugich”, „Napisie”, „Tematach i Kontekstach”, „Sztuce Edycji”, „Więzi” i „Zeszytach Literackich”. Od 2000 roku przez wiele lat współpracowała jako autorka haseł z Polskim Słownikiem Biograficznym.

## Wybrane publikacje

### Książki
- Grupy literackie w Polsce 1945-1980. Warszawa 1993, wyd. 2 poszerz. pt. Grupy literackie w Polsce 1945-1989, tamże 2000.
- Ich noce i dnie. Korespondencja Marii i Mariana Dąbrowskich 1909-1925. Wstęp i oprac. E. Głębicka, Warszawa 2005.
- Tadeusz Sułkowski. Maria Dąbrowska. Listy 1943-1959. Oprac., wstępem i przypisami opatrzyła E. Głębicka. Skierniewice 2007.
- Nasze pierwsze lata. Wspomnienia dokumentalistów IBL PAN. Książka ofiarowana prof. dr hab. Jadwidze Czachowskiej na dziewięćdziesiątą rocznicę urodzin przez przyjaciół, współpracowników, uczniów. Pod red. E. Głębickiej i A. Szałagan. Warszawa 2012.
- M. Dąbrowska: Noce i dnie. Vol. 1-3. Oprac., wstęp i koment. E. Głębicka. Warszawa 2013.
- Dąbrowska (nie)znana. Szkice. Warszawa 2016.
- M. Dąbrowska: Noce i dnie. Vol. 1-2. Wstęp i oprac. E. Głębicka. Wrocław 2021. BN I, 337.
- Maria Dąbrowska, Stanisław Stempowski: Listy 1924-1951. T. 1-3. Oprac., wstępem i przyp. opatrzyła E. Głębicka Warszawa  2021-2023.
- Maria Dąbrowska, Anna Kowalska: Listy. Tom I. 1940-1945. Oprac. S. Chwedorczuk. Red. nauk. E. Głębicka, Warszawa 2024.

### Ważniejsze artykuły
- Grupa literacka „Współczesność” 1956-1959. „Poezja” 1986, nr 12, s. 96-109.
- Grupy literackie regionów nadwiślańskich. „Pomorze” 1988, nr 1, s. 30-35.
- Helikon. Orientacja po latach; Orientacja Poetycka „Hybrydy”. „Integracje” 1992, nr 28, s. 65-74.
- Bibliography of Gustaw Herling-Grudziński published in foreign languages. „Literary Studies in Poland” 1992, t. 26, s. 145-151.
- Prace dokumentacyjne w badaniach literackich – dziś i jutro. Opracowania faktograficzne. W zb.: Wiedza o literaturze i edukacja. Warszawa 1996, s. 756-770.
- Wykorzystywanie ankiet biograficznych w pracy nad biografiami współczesnych pisarzy polskich. W zb.: Stan i perspektywy rozwoju biografistyki polskiej. Opole, Wydawn. Uniwersytetu Opolskiego 1998, s. 179-186.
- „...wśród wielu rzeczy i ludzi Pani najmocniej nauczyła mnie żyć” – przyjaźń Tadeusza Sułkowskiego z Marią Dąbrowską. „Teksty Drugie” 2001, nr 5, s. 125-138.
- Wokół „Nocy i dni” Marii Dąbrowskiej w przekładzie Leo Lasinskiego. „Pamiętnik Literacki” 2004, z. 1, s. 175-200.
- Czy Dąbrowska nie lubiła Gałczyńskiego? Dzieje jednego przypisu. W zb.: Dzieło i życie Konstantego Ildefonsa Gałczyńskiego, t. 2. Kraków, Collegium Columbinum 2005, s. 691-710.
- Jaka dokumentacja literatury jest nam dzisiaj potrzebna. W zb.: Polonistyka w przebudowie. Kraków, Universitas 2005, s.  717-725.
- Maria i Marian Dąbrowscy wśród wolnomularzy w latach 1909-1925 (w świetle ich korespondencji). „Teksty Drugie” 2005, nr 6, s. 157-174.
- Jeżeli okoliczności nie pozwalają powiedzieć prawdy...” O niewydanym niemieckim przekładzie „Gwiazdy zarannej”. „Pamiętnik Literacki” 2006, z. 2, s. 111-127.
- „Sternik narodu” i „geniusz zniszczenia” - Maria i Marian Dąbrowscy o Józefie Piłsudskim. „Niepodległość”, Warszawa-Nowy Jork 2008, s. 7-39.
- Mazowsze w życiu i twórczości Marii Dąbrowskiej. „Ciechanowskie Zeszyty Literackie” 2009 jesień, s. 107-121.
- Między dobrem a złem. Etyczny nurt „Dzienników Anny Kowalskiej. „Więź” 2009, nr 5/6, s. 93-100.
- Niełatwe szczęście Anny Kowalskiej. „Zeszyty Literackie”, Warszawa-Paryż 2009, nr 4, s. 177-182.
- Samotność nad kartką papieru. Dąbrowska jako epistolografka. „Tematy i Konteksty” 2012 nr 2, s. 264-279; ang.: Loneliness over a piece of paper. Maria Dąbrowska as an epistolographer. Przeł. E. Rokosz. „Tematy i Konteksty” 2020, nr 1, s. 470-487.
- Maria Dąbrowska – Stanisław Stempowski. Z listów 1941-1950. „Teksty Drugie” 2017, nr 2, s. 418-442.
- Marii Dąbrowskiej listy z podróży dookoła Europy w 1935 roku. „Sztuka Edycji” 2017, nr 1 (11), s. 193-221.
- Maria Dąbrowska – Stanisław Stempowski. Z listów 1924-1939. „Pamiętnik Literacki” 2017, nr 4, s. 133-170.
- „Przypisywanie” Dąbrowskiej. O różnicach w komentowaniu tekstów na przykładzie edycji krytycznej „Nocy i dni” oraz korespondencji osobistej pisarki. „Sztuka Edycji” 2017 nr 2 (12) s. 17-24.
- Dylematy edycji korespondencji intymnej Marii Dąbrowskiej i Anny Kowalskiej. „Teologia Polityczna Co Tydzień” 2018 nr 97: Polska Republika Listów [online; dostęp 5 II 2018].
- „Dąbrowską wręcz uwielbiał”. Tadeusz Sułkowski i autorka „Nocy i dni”. „Pamiętnik Literacki” (Londyn) maj 2018, t. LV, s. 49-55.
- Rzecz prywatna, rzecz sekretna. O granicach intymności w korespondencji Marii Dąbrowskiej i Anny Kowalskiej z lat 1946-1948. „Napis” 2018, t. XXIII, s. 155-180.
- Księga krakowska, czyli o Dąbrowskiej inaczej. „Napis” 2019, nr XXV, s. 326-341.
- Sprawy Czesława Miłosza w zapiskach osobistych Marii Dąbrowskiej i Anny Kowalskiej. „Tematy i Konteksty” 2021, nr 1, s. 432-452.
- „Myśli o państwie” i „Kilka myśli, co nienowe”. Zagadki okupacyjnej publicystyki Marii Dąbrowskiej. „Sztuka Edycji” 2021, nr 2, s. 153-172.
- Stanisław Stempowski na Polnej. W zb.: „Tam byłam szczęśliwa”, Warszawa 2024, s. 58-87.